# أفق الحدث (فلم)
أفق الحدث (بالإنجليزية: Event Horizon) هو فيلم رعب خيال علمي أمريكي إنتاج 1997 من إخراج بول أندرسون وبطولة لورنس فيشبورن،سام نيل،كاثلين كوينلان وجولي ريتشاردسون.تم عرض الفيلم في الولايات المتحدة يوم 15 أغسطس 1997 وحقق إيرادات وصلت ل42 مليون دولار مقابل ميزانية بلغت 60 مليون دولار.

## وصلات خارجية
- مقالات تستعمل روابط فنية بلا صلة مع ويكي بيانات